# منظور پشتین
منظور احمد پشتین از شخصیت‌های محبوب در پشتونستان پاکستان است؛ وی در سال ۱۹۹۲ میلادی در منطقه وزیرستان جنوبی چشم به جهان گشود. او یک فعال حقوق بشر است، منظور پشتین برای تحقق اهداف قوم پشتون خصوصاً در وزیرستان شمالی و مناطق قبایلی (که اکنون جزئی از ایالت خیبر پختونخوا پاکستان است) بر دولت پاکستان فشار وارد کرد و به این سبب شناخته می‌شود. او رهبر جنبش «د پښتون تحفظ غورځنګ)» یعنی حرکت تحفظ پشتون است.